# 台山核电站
台山核电站位于中華人民共和國广东省江门市台山市大广海湾经济区赤溪镇。规划装机容量为4台175万千瓦级压水反应堆核电机组，分兩期建造，是中法合作的大型核電站。
台山核电站一期工程建设两台单机容量为1,750MW的欧洲压水反应堆（EPR）核电机组，由中国广核集团与法国电力公司共同投资设立，负责建设和运营。台山核电站是台山核电合营有限公司合資公司拥有，其中中国广核集团（CGNPC）占70%，法国电力公司（EDF）占30%，由後者旗下公司法馬通（Framatome）提供EPR技術支援，台山機組將會是全球首座欧洲压水反应爐。

## 建造
2008年8月26日，发掘工作正式开始。

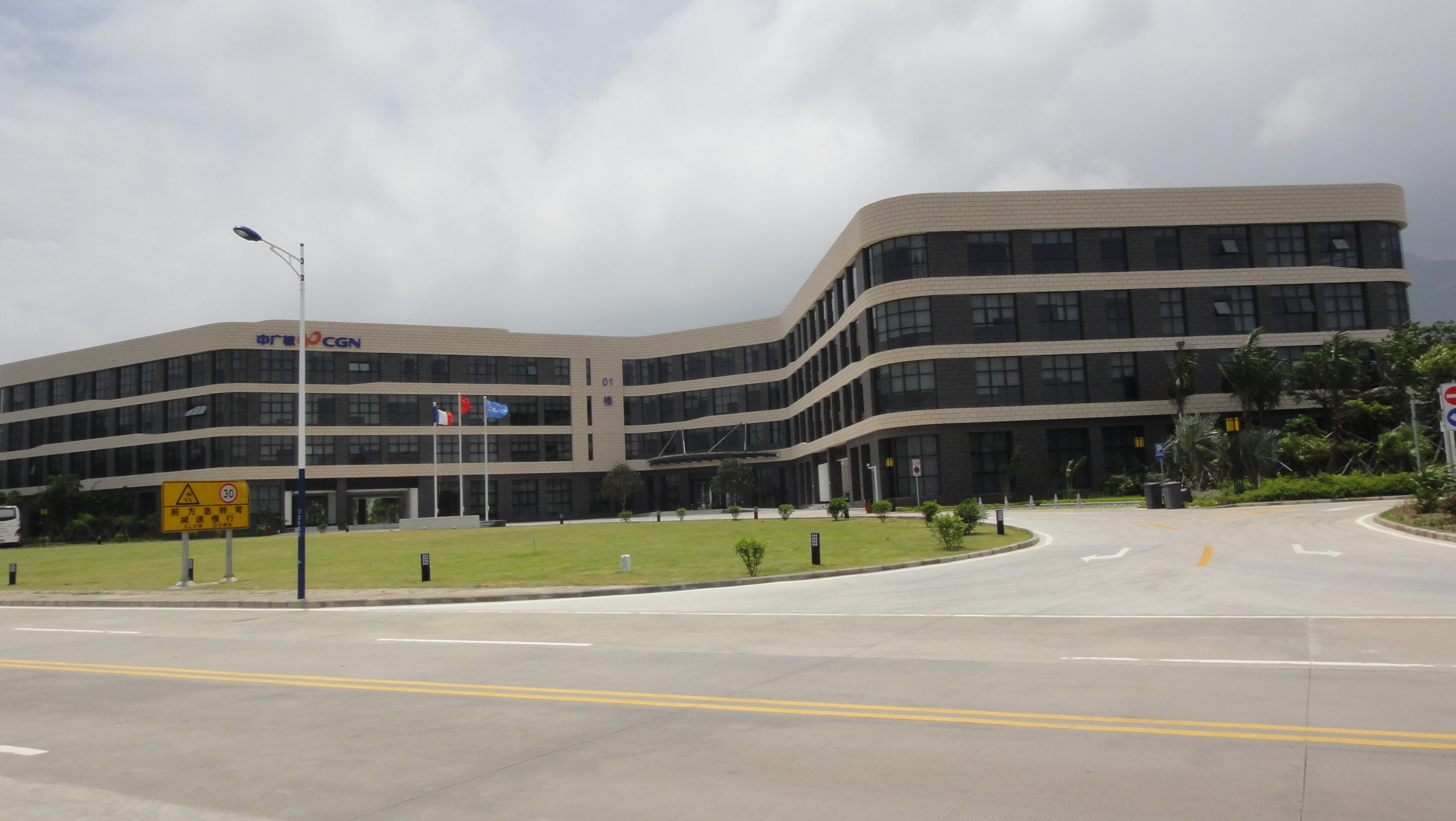
台山核电站办公楼外景

第一台机组的第一次水泥的倒入于2009年10月。
每个机组的建设被计划于46个月，比在芬兰和法国的前两个EPR显著更快和更便宜。
台山核电站于2009年12月21日在京宣布开工建设。
2010年10月22日，3、4号机组初步设计阶段岩土工程勘测报告通过评审。
2015年4月：法國核安全局點名警告法國弗拉芒維爾（Flamanville）核電廠壓力容器可能有脆裂問題。同由法國生產商AREVA製造的台山核電廠壓力容器，因此也有問題。建造過程中發現法國生產商「阿海琺」（AREVA）製造的一個頂蓋在歐洲被檢測出有潛在材質成分瑕疵，最終可能須更換其他產品。2015年4月：中國國家核安全局宣布容器問題解決後，才批准台山核電廠運行。
2015年7月：法國核安全局與中國國家核安全局在北京會面。2015年12月：母公司中廣核指台山核電廠系統性能尚需驗證，推遲投產期至2017年。2017年12月：1号机组其中一件组件在一次投产前测试期间破裂。
2018年4月9日国家核安全局正式颁发了台山核电厂1号机组首次装料批准书。台山一号机已于4月10日18:18开始装料。
2018年6月21日：中國国家核安全局表示碳含量超标问题不影响反应堆压力容器的运行，並批准该压力容器顶盖服役期限至2025年4月。

## 运行
2018年6月29日17时59分，中国广核集团台山核电1号机组首次并网发电成功。2019年9月17日晚上約8點，外電網輸電線路出現短時故障，而反應堆自動安全停運及運行人員立即按程序穩定了機組狀態。

## 反应堆数据
| 机组 | 类型 | 型号    | 净功率  | 总功率  | 热功率    | 建造开始       | 首次临界      | 并网          | 商业运行       | 备注                       |
| ---- | ---- | ------- | ------- | ------- | --------- | -------------- | ------------- | ------------- | -------------- | -------------------------- |
| 一期 |      |         |         |         |           |                |               |               |                |                            |
| 1号  | PWR  | EPR     | 1660 MW | 1750 MW | 4590 MWth | 2009年10月28日 | 2018年6月6日  | 2018年6月29日 | 2018年12月13日 | [ 4 ] [ 16 ] [ 17 ] [ 18 ] |
| 2号  | PWR  | EPR     | 1660 MW | 1750 MW | 4590 MWth | 2010年4月15日  | 2019年5月28日 | 2019年6月25日 | 2019年9月7日   | [ 17 ] [ 20 ] [ 21 ]       |
| 二期 |      |         |         |         |           |                |               |               |                |                            |
| 三号 | PWR  | HPR1000 |         |         |           |                |               |               |                |                            |
| 四号 | PWR  | HPR1000 |         |         |           |                |               |               |                |                            |

## 事件

### 0级运行事件

#### 2019年
- 2019年6月28日，台山核电厂发生一起0级运行事件，2号机组中放射性监测系统4个仪表动作逻辑临时修改长期未取消导致不满足运行技术规范要求。[22]

- 2019年8月20日，台山核电厂发生一起0级运行事件，1号机组第四列安全厂房控制区通风系统风门置于就地模式，导致不可用时间超出运行技术规范后撤期限。[23]

- 2019年9月17日，台山核电厂发生一起0级运行事件，1号机组因外电网故障引起蒸汽发生器压降变化率高，触发反应堆自动停堆。[24]

#### 2020年
- 2020年1月6日，台山核电厂发生一起0级运行事件，2号机组核岛400V可调节配电系统系列四配电盘C相主调压臂不动作，工作人员仍执行定期实验。[25]

- 2020年2月5日，台山核电厂发生一起0级运行事件，2号机组长期低功率运行期间，调节棒组低于运行技术规范要求的参考棒位下限。[26]

- 2020年12月25日，台山核电厂发生一起0级运行事件，2号机组第1列核岛10kV柴油发电机定期试验期间，励磁系统故障引起柴油发电机跳闸后自动启动。[27]

#### 2021年
- 2021年2月21日，台山核电厂发生一起0级运行事件，1号机组在正常功率运行期间一台主泵跳闸导致反应堆自动停堆。[28]

- 2021年4月5日，台山核电厂发生一起0级运行事件，1号机处于满功率运行时出现烟囱气体放射性排放剂量率高的报警。[29][30]

### 法马通公司通知事件
2021年6月14日據CNN報導，台山核电厂技术提供方法马通公司股份主要持有方法国电力公司的专家向美国能源部发送了一份警告通知（alarming notification），CNN称该警告指责中国当局正在提高台山核电站周围的辐射检测可接受限度，从而防止关闭核电站。根据这则备忘录，“核电站和公众面临迫在眉睫的放射性威胁”，“请求允许提供让核电站恢复正常运行可能必需的技术数据和援助”。美国政府消息人士称，华府咨询了美国能源局的专家，并联系了法国政府，认为台山核电站的泄漏情况并不处于“危机水平”，但承认泄漏增加并需要监控。香港能源策略顾问公司The Lantau Group经理余德伟推测，法马通就台山核电站疑似事故与美国能源部联系，可能是因为中广核2019年被美国加入實體清單，而法马通为解决台山核电站的麻烦，需要使用来自美国的技术、数据甚至文献。
2021年6月14日，法马通在其公司网站发布信息，正在解决中国广东省台山核电站的性能问题。并称根据现有数据，一号反应堆正在安全参数范围内运行，“我们的团队正在与相关专家合作，评估情况并提出解决方案以解决任何潜在问题”。
2021年6月14日法国电力集团（EDF）在回应BBC中文的声明中称，台山核电站一号反应堆一回路内出现某些稀有气体浓度增加的情况。巴黎当地时间6月14日下午，法国电力集团召开新闻发布会，证实发现的稀有气体是氪和氙，怀疑是燃料棒出问题导致浓度增加。但气体积聚水平低于中方允许水平，厂方已在许可限度内排放部分气体。EDF一位发言人还称：“并非发生了堆芯溶解事故，我们不是在谈污染，我们在谈的是在操控下排放。”
2021年6月16日，中華人民共和國國家核安全局發布官方文件，推算1號機組堆芯60000多根燃料棒中包殼破損數量約為5根左右，低於設計中假設的燃料組件最大破損比例（0.25%）。1號機組運行過程中監測到反應堆一迴路冷卻劑的放射性比活度上升。

#### 各方反应
2021年6月14日，香港特区行政长官林郑月娥表示，特区政府一直在监测该地区水域的辐射水平，“一切是正常的、符合标准的”。
2021年6月15日，日本官房长官加藤勝信表示日本47个都道府县辐射监测点的测量值未发生变化，并称日本将强烈关注并收集相关情报；同时要求中国就广东省台山核电站的核泄漏报道尽快向国际社会透明地公开和说明。
2021年6月15日，台灣原能會表示核能研究所已啟動「國際核災輻射塵劑量評估系統」，進行放射性氣體擴散路徑模擬，若台山核電廠有放射性氣體外洩，依據昨日（6月14日）氣象風場預報，台灣未來一周內主要受西南季風影響，外釋放射性物質會朝該核電廠北北東方向擴散，影響區域以中國大陸廣東省為主，不致影響台灣，而原能會在台灣目前建置的63處即時環境輻射監測站，監測數據均為正常值，輻射偵測中心也對台灣地區的空氣，加強空浮輻射監測，透過多重輻射監測與模擬機制，以在第一時間掌握大陸核電廠輻射排放動態。
2021年6月15日，据观察者网报道，中国能源领域和能源监管方面的研究员大卫·费什曼发了一长串推特解释这次事件：“台山核电站归中广核（部分）所有，而后者在美国‘实体清单’上。因此，美方技术或数据是禁止转移给中广核的。而法马通申请的正是相关的豁免，理由是‘运营安全’。而他们申请豁免的原因是：1. 他们准备转移的信息源自美国；2. 他们不想因为和中广核的合作影响在美国的业务。也许两个都对。”
2021年7月22日，法国电力公司建議關閉台山核电站，但是否關閉決定權在於中方。当地时间2021年7月30日晚，中广核集团发布公告，称“1号机组运行过程中出现少量燃料破损”，从而“决定对1号机组进行停机检修”，據悉中國之所以採取謹慎處理，與該機型為全球首個反應堆有關，將會請原廠查找原因，法马通ERP设计在歐洲也面臨成本超支等問題。
2022年8月16日，中广核集团发布公告，称“台山1号机组已完成本次检修工作，并于2022年8月15日并网发电，台山核电站及周边环境监测正常。”